# Endine Gaiano
Endine Gaiano är en ort och kommun i provinsen Bergamo i regionen Lombardiet i Italien. Kommunen hade 3 435 invånare (2018).